# Conicera longilobusa
Conicera longilobusa är en tvåvingeart som beskrevs av Liu 2000. Conicera longilobusa ingår i släktet Conicera och familjen puckelflugor.
Artens utbredningsområde är Hainan (Kina). Inga underarter finns listade i Catalogue of Life.